# Mastín del Pirineo
Der Mastín del Pirineo ist eine von der FCI (Nr. 92, Gr. 2, Sek. 2.2) anerkannte spanische Hunderasse. Die Rasse wird seit April 2014 vom AKC im Hinblick auf eine mögliche Anerkennung in seinem Foundation Stock Service geführt.

## Herkunft und Geschichtliches
Sehr massiger großer Hund aus den Pyrenäen. Dieser Hundetyp kommt sowohl auf der spanischen, wie auch der französischen Seite vor. Da sich beide Länder in Bezug auf den Rassestandard nicht einigen konnten, heißt er auf der französischen Seite Chien de Montagne des Pyrénées (Pyrenäenberghund). Rasseunterschiede sind vorhanden (z. B. Farbe) aber nicht wesentlich.

## Beschreibung
Mindestens 77 cm große Hunde vom Typ Molosser, sein Haar ist eher borstig, mittellang, etwa 6 bis 9 cm lang, klimafest dicht und dick. Die FCi beschreibt seine Farbe folgendermaßen: Die Grundfarbe ist weiß, immer mit einer gut ausgebildeten, klar abgesetzten Maske. Erlaubt sind über den Körper unregelmäßig verteilte, scharf umrissene Flecken in der gleichen Farbe wie die Maske. Die Ohren sollen immer gefleckt sein. Die Spitze der Rute und die unteren Teile der Extremitäten sind weiß. Der Ansatz der Haare soll so hell wie möglich sein, im Idealfall ganz weiß. Die am meisten geschätzten Farben sind, in der Reihenfolge ihrer Beliebtheit, rein weiß (schneeweiß) mit mittelgrauen, intensiv goldgelben, braunen, schwarzen, grau-silberfarbenen, hell-beigen, sandfarbigen oder marmorierten Flecken.
Die Ohren sind mittelgroß über der Augenlinie angesetzt, dreieckig. In der Ruhestellung liegen sie dicht an.

## Wesen und Verwendung
Der Mastín del Pirineo bewachte in der Vergangenheit Haus, Hof und Herde gegen Wolf und Bär. Auf abseits gelegenen Gehöften ist er noch heute mit dieser Aufgabe betraut. Er ist relativ leicht erziehbar, obwohl er es gewohnt ist, selbständig zu agieren.